# كهوف قلدمان
كهوف قلدمان أو مغارة قلدمان ( Adrar Gueldaman ) هي سلسلة من النتوءات الجبلية التي تعود إلى عصور ما قبل التاريخ على الضفة اليمنى لوادي الصومام في الجزائر . تتكون التلال من شبكة كارستية كبيرة بها العديد من الكهوف الطبيعية(1)، والتي تقع في بلدية بوحمزة، 75 كلم جنوب غرب مدينة بجاية وبالقرب من بلدة أقبو، ولاية بجاية، في الجزء الغربي من جبال بابور في سلسلة الأطلس التلي. الموقع يمتد على 7 كيلومتر (4.3 ميل) ويختلف في الارتفاع بين 556 متر (1,824 قدم) حتى 898 متر (2,946 قدم)

## أصل التسمية
أدرار مصطلح بربري (أمازيغي) يشير إلى الجبل، وربما يكون مرادفًا للاسم الجغرافي أطلس. قلدمان هو إله الماء النوميدي.

## الاكتشاف

### البدايات
على الجانب الجنوبي الشرقي من التلال توجد ستة كهوف. تم حفر كهف قلدمان 1 (GLD1) الذي يبلغ طوله 80 مترًا (260 قدمًا) والذي يقع على ارتفاع 507 مترًا (1,663 قدمًا) فوق مستوى سطح البحر لأول مرة خلال عشرينيات القرن الماضي بواسطة دي بوميه وروير.
عُثر على بقايا الاستيطان البشري وارتبط الموقع بالعصر الحجري الحديث المبكر بسبب اكتشاف مجموعة من الأدوات الحجرية المصقولة على الرغم من عدم وجود تحليل كرونو-ستراتيغرافي ودون اعتبار للسياق الثقافي الإقليمي في ذلك الوقت.

### إعادة الاستكشاف
فقط منذ عام 2010، عندما استأنف المركز الوطني للبحوث في عصور ما قبل التاريخ وفي علم الإنسان والتاريخ في الجزائر العاصمة (CNRPAH) أعمال التنقيب، تم التحقيق في العملية الإقليمية لـ "Neolithisation" بشكل منهجي. تنعكس أولاً في نتائج التحليل الحيواني للثدييات الكبيرة حيث يحدث تحول في إدارة قطعان الماشية من مجرد إنتاج اللحوم إلى إنتاج اللحوم واستخدام المنتجات الثانوية.
يبلغ عمق رواسب قلدمان-1 أكثر من 5 أمتار، والبقايا (عظام الثدييات، وأصداف الرخويات وبقايا النباتات)، والمواد الثقافية (الخزف، والأدوات الحجرية والعظام) والحلي (قشور بطني الأرجل، وعظام الطيور، وقشور السلحفاة، وقشر بيض النعام) محفوظة جيدًا . تشير بعض هذه الأشياء إلى التجارة لمسافات طويلة. يتراوح زمن الاستيطان البشري من 1484 ق م إلى 17.031 ق م. يعود تاريخ الغالبية العظمى من المصنوعات اليدوية وإدخال تدجين الأغنام / الماعز إلى القرنين السادس والسابع من الألفية قبل الميلاد.
في الفترة من 2010 إلى 2012، تم فحص الكهوف قلدمان-2 و قلدمان-3 لأول مرة وجُمعت مؤشرات عن الاستيطان البشري، مماثلة لتلك الخاصة بـ قلدمان 1. نظرًا لأن ثقافات الهولوسين غير معروفة في المنطقة، فإن المزيد من الحفريات يجب أن تحدد ما إذا كان جيلدامان هو المفتاح للتثاقف الإقليمي من الصيادين / الجامعين نحو الرعي / الزراعة.
ركزت الحفريات التي أجريت في عامي 2011 و 2012 بشكل أساسي على منطقتين تبلغ مساحتها 7 م2 في القطاع 2 و 1 م 2 في القطاع 3. تم تقسيم الحفريات في S2 إلى قسمين. بدأت الحفريات الأولى في الجزء الثاني، لكن العملية كانت تتقدم ببطء بسبب صلابة المخلفات والأرضية الطينية. بعد فترة وجيزة من الوصول إلى عمق 20 سم، انتهى التحقيق. خلال الحفريات في القسم 3، تم فحص منطقة على عمق 2 متر، ولكن لم يتم الوصول إلى حجر الأساس.
في عام 2015، نشرت العديد من المعاهد الدولية لعلوم الجيولوجيا والأرصاد الجوية دراسة مشتركة حُدد فيها جفاف مطول في البحر الأبيض المتوسط وشمال إفريقيا منذ حوالي 4200 عام. دعمت الدراسة الفرضية القائلة بأن شذوذ المناخ في الماضي قد يكون قد لعب دورًا مهمًا في الاضطراب الثقافي المحلي، موضحًا التخلي عن مستوطنات كهف قلدمان.
قام الباحث خربوش فريد، المدير الحالي للمركز الوطني للبحوث في عصور ما قبل التاريخ وفي علم الإنسان والتاريخ في الجزائر بنشر بحث متعلق بها.

## روابط خارجية
- معالم أثرية : مغارة "قلدمان" في ولاية بجاية هوية حضارية وواجهة سياحية على يوتيوب

## الهوامش
- 1 : تتكون من ثلاثة كهوف طبيعية على الأقل (GLD 1 و GLD 2 و GLD 3)